# Udeoides muscosalis
Udeoides muscosalis là một loài bướm đêm trong họ Crambidae.